# Biała Róża

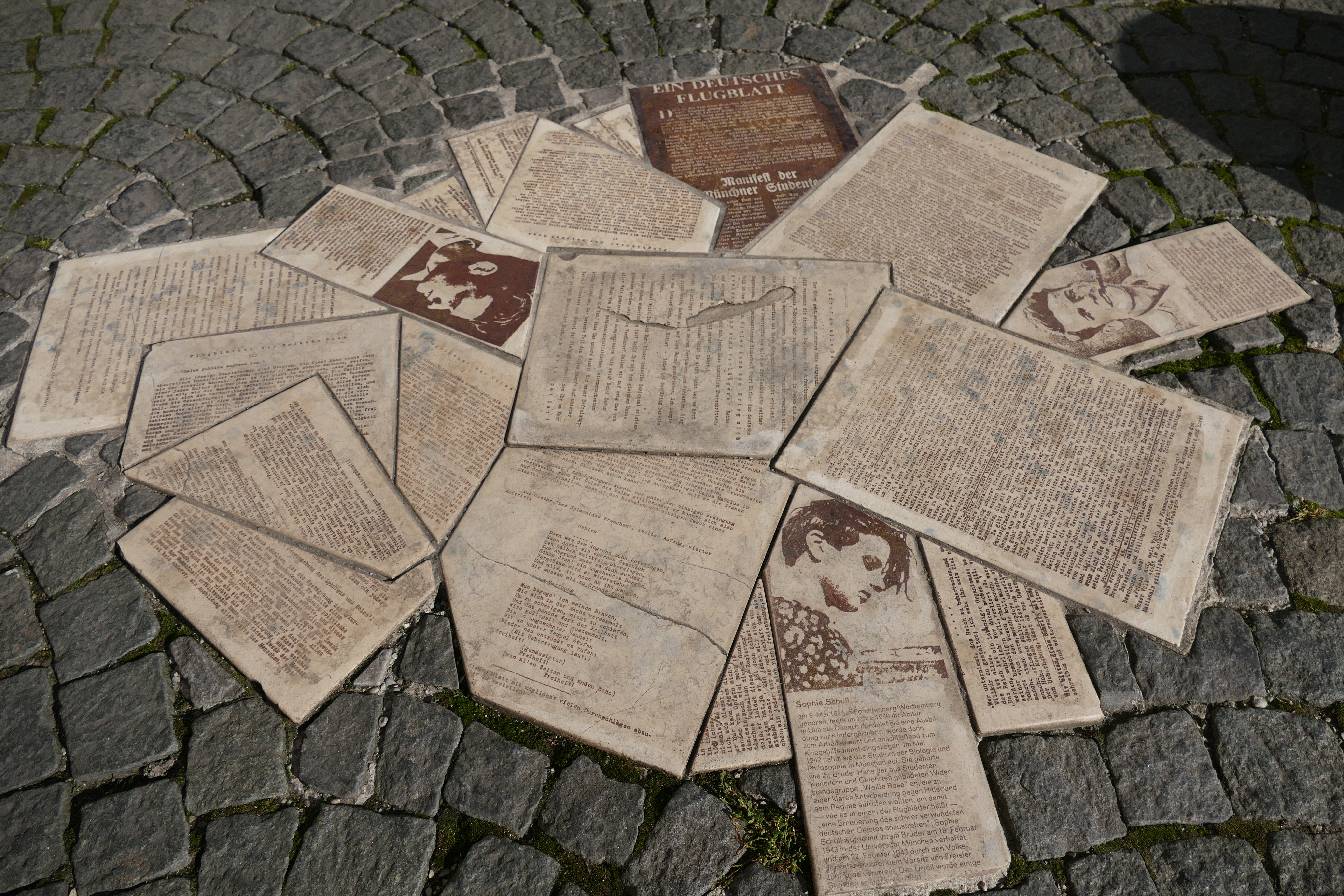
Upamiętnienie na Uniwersytecie w Monachium

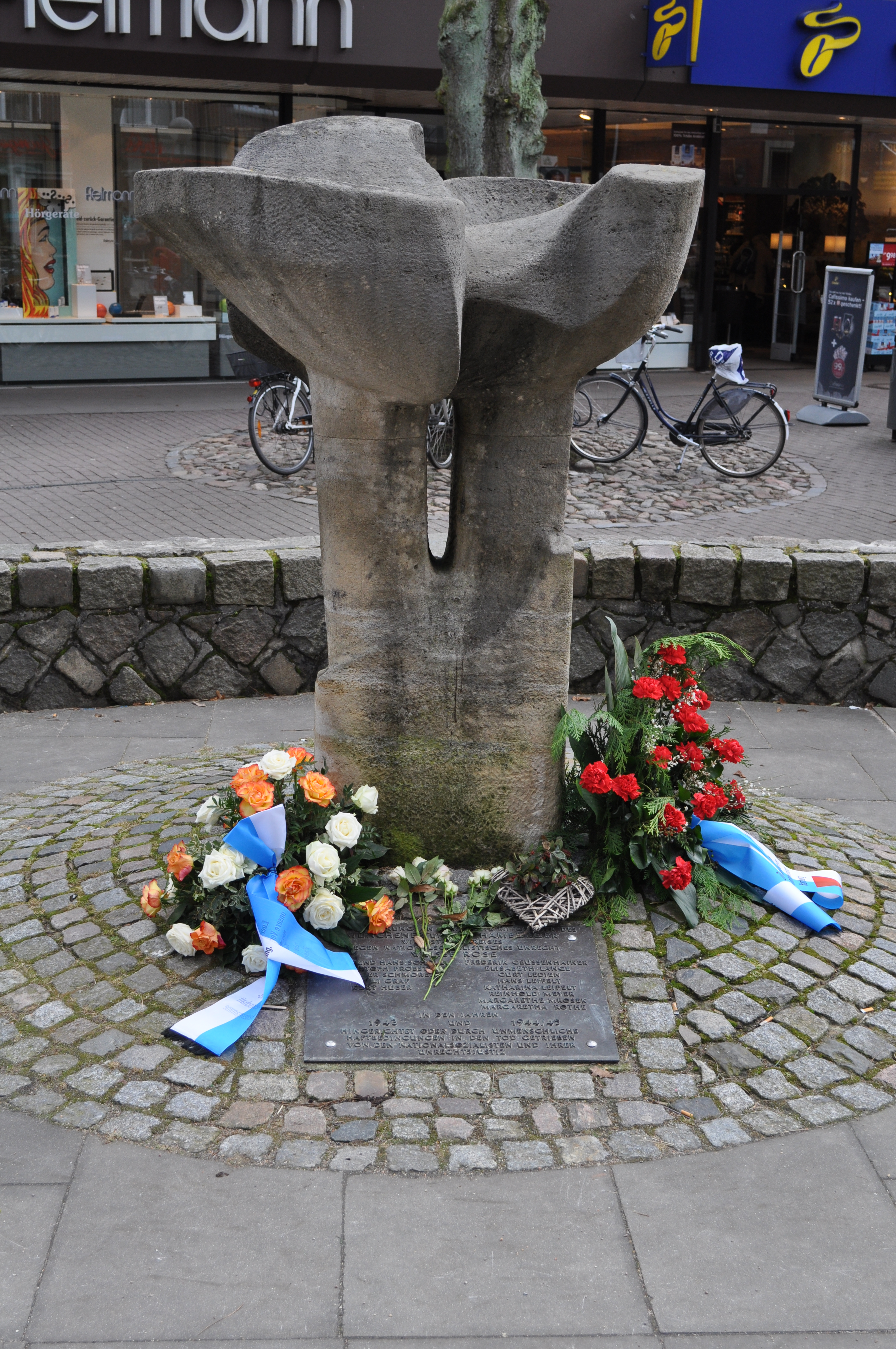
Upamiętnienie na Volksdorfie w Hamburgu

Biała Róża (niem. Weiße Rose) – działająca, głównie w Monachium i Hamburgu, od czerwca 1942 do lutego 1943 niemiecka grupa antynazistowska o orientacji chrześcijańskiej.

## Historia
Trzon organizacji tworzyło pięcioro studentów monachijskiego uniwersytetu: rodzeństwo Hans Scholl i Sophie Scholl oraz Christoph Probst, Alexander Schmorell i Willi Graf. Szóstym członkiem trzonu grupy został profesor Kurt Huber. Biała Róża stawiała sobie za zadanie obalenie systemu nazistowskiego pokojowymi metodami. Aktywiści zajmowali się pisaniem ulotek i ich powielaniem oraz dystrybucją, a także malowali w publicznych miejscach antynazistowskie hasła. W 1943 roku wszyscy jej główni członkowie podczas procesów pokazowych przed Trybunałem Ludowym zostali skazani na śmierć przez ścięcie (przewodniczył tym rozprawom sędzia Roland Freisler).
Działalność rodzeństwa Schollów w Monachium  zainspirowała uczniów i studentów do stworzenia podobnej grupy w Hamburgu.

## Odniesienia w kulturze
- Album Whatever It May Take (2002) niemieckiej grupy muzycznej Heaven Shall Burn w całości poświęcony jest ruchowi Biała Róża oraz samej Sophie Scholl. Na okładce reedycji z 2007 roku znajduje się zdjęcie białej róży, z której wypływa krew.
- Sophie Scholl – ostatnie dni (2005) jest niemieckim filmem nakręconym na podstawie oryginalnych protokołów sporządzonych przez gestapo z przesłuchań Sophie i Hansa Schollów oraz Christopha Probsta.
- Brytyjski zespół rockowy White Rose Movement wziął swoją nazwę od ruchu Biała Róża[4].